# Antiguo Oriente (revista)
Antiguo Oriente (a menudo abreviado como AntOr) es la publicación periódica del Centro de Estudios de Historia del Antiguo Oriente (CEHAO), Universidad Católica Argentina. Es una de las pocas publicaciones en el mundo hispanoparlante, junto con Aula Orientalis (España), RIHAO (Argentina) y Estudios de Asia y África (México) en dedicarse a los estudios del antiguo Cercano Oriente (como opuesto a revistas enfocadas en campos específicos, como la egiptología y los estudios bíblicos). La revista considera para publicación trabajos relacionados con la historia de las sociedades del Cercano Oriente Antiguo y del Mediterráneo Oriental desde el Paleolítico hasta época romanohelenística inclusive.
Antiguo Oriente publica artículos y reseñas bibliográficas en español, inglés o francés. Es publicado una vez al año. El comité editorial de la revista está integrado por un equipo internacional de expertos, entre los que están o han estado John Baines, Alicia Daneri, Alejandro Botta, Amir Gorzalczany, René Krüger, Andrea Seri e Itamar Singer.
La revista es publicada y distribuida por la editorial especializada Archaeopress, de Oxford, Reino Unido.

## Impacto
La revista está indexada y/o clasificada en varias bases de datos bibliográficas y especializadas, entre ellos los prestigiosos rankings Scimago, Emerging Sources Citation Index (ESCI), y MIAR. También se encuentra en el Núcleo Básico de Revistas Científicas Argentinas (CAICyT, CONICET).

## Directores
- Roxana Flammini (2003-2011)
- Juan Manuel Tebes (2012-2018)
- Romina Della Casa (desde 2018)